# Linia kolejowa Naumburg – Reinsdorf
Linia kolejowa Naumburg – Reinsdorf – jednotorowa, lokalna linia kolejowa w Niemczech, w kraju związkowym Saksonia-Anhalt i Turyngia. Biegnie w dolinie rzeki Unstruta od Naumburg (Saale) przez Freyburg (Unstrut) oraz Nebra (Unstrut) do Reinsdorf, gdzie dociera do magistrali Sangerhausen – Erfurt.